# Rhinella ruizi
Rhinella ruizi és una espècie de gripau de la família Bufonidae. És endèmica de Colòmbia. El seu hàbitat natural són els prades tropicals o subtropicals a gran altitud.